# Ctenogobiops maculosus
 Ctenogobiops maculosus es una especie de peces de la familia de los Gobiidae en el orden de los Perciformes.

## Morfología
Los machos pueden llegar a alcanzar los 4,4 cm de longitud total.

## Hábitat
Es un pez de clima tropical (22 °C-28 °C) y asociado a los arrecifes de coral que vive entre 1-5 m de profundidad.

## Distribución geográfica
Se encuentra en el Mar Rojo, las Seychelles

## Observaciones
Es inofensivo para los humanos. 